# Buffalo Soldiers

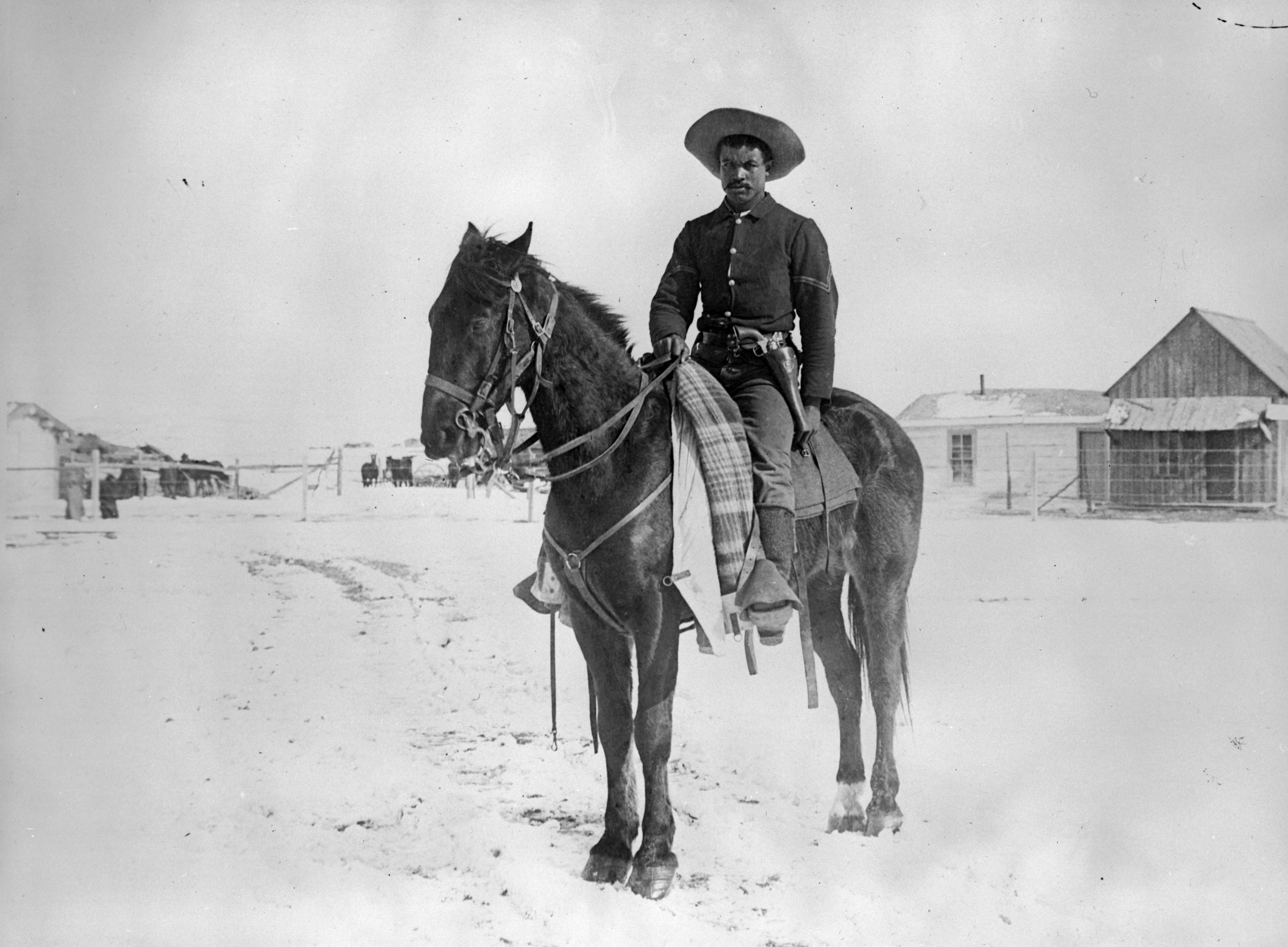
Kawalerzysta z IX regimentu

Buffalo Soldiers (dosłownie Bawoli żołnierze) – nazwa pierwotnie odnosząca się do 10 Regimentu Kawalerii Armii Stanów Zjednoczonych. Został on uformowany w Fort Leavenworth w Kansas 21 września 1866 z afroamerykańskich żołnierzy. Przydomek nadały mu plemiona indiańskie, przeciwko którym walczył. Z czasem mianem tym zaczęto określać inne afroamerykańskie oddziały sformowane w 1866:
- 9 regiment kawalerii
- 10 regiment kawalerii
- 24 regiment piechoty
- 25 regiment piechoty

Pierwsze oddziały złożone z Afroamerykanów powstawały już w czasie wojny secesyjnej, jak na przykład 54 ochotniczy regiment piechoty Massachusetts. Buffalo Soldiers to jednak pierwsze formacje zawodowej armii, złożone całkowicie z czarnych żołnierzy, które powstały w czasie pokoju. Decyzję o ich utworzeniu podjął Kongres.
6 września 2005 roku zmarł w wieku 111 lat, Mark Matthews, najdłużej żyjący „Buffalo Soldier”. Został pochowany na Cmentarzu Narodowym w Arlington.

## Pochodzenie nazwy
Źródła różnią się co do tego, w jaki sposób wyżej wymienione formacje otrzymały swój przydomek. Według Buffalo Soldiers National Museum nazwę tę nadali żołnierzom Indianie z plemienia Szejenów zimą 1867 r. Pisarz Walter Hill, opierając się na wspomnieniach pułkownika Benjamina Griersona, który formował 10 regiment, twierdzi, iż nazwa pochodzi od Komanczy i powstała w czasie kampanii w 1871 roku. Istnieją również różne teorie co do tego, czemu 10 regiment zyskał taki właśnie przydomek. Część uważa, iż chodziło tu o znaczną wartość bojową oddziału, przez co zyskał on sobie szacunek wśród wrogów. Inni natomiast upatrują źródła nazwy w podobieństwie kręconych włosów służących w oddziale Afroamerykanów do bawolej sierści. Z czasem nazwa „Buffalo Soldiers” przylgnęła do innych Afroamerykańskich oddziałów. W dzisiejszych czasach określa się tym mianem jednostki będące spadkobiercami 9 i 10 regimentu kawalerii.

## Początki

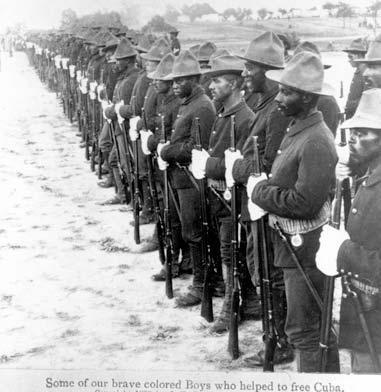
Buffalo Soldiers w czasie wojny hiszpańsko-amerykańskiej

W czasie wojny secesyjnej rząd Unii zdecydował się na formowanie oddziałów znanych jako United States Colored Troops (w dosłownym tłumaczeniu Kolorowi Żołnierze Stanów Zjednoczonych), w których służyli czarni. Po wojnie kongres zdecydował o reorganizacji wojska i dwa regimenty „czarnej” kawalerii weszły na stałe do służby. W ten sposób powstały 9 i 10 regiment. Oprócz tego sformowano 4 regimenty piechoty, w których służyli czarni: 38, 39, 40 i 41. 38 i 41 zostały w 1869 przekształcone w 25 regiment piechoty, który stacjonował w Nowym Orleanie. W tym samym roku 39 i 40 regiment przeformowano w 24, który stacjonował w Fort Clarck w Teksasie. Wszyscy szeregowi żołnierze byli czarni, oficerami zaś byli zarówno czarni, jak i biali. Znanymi oficerami Buffalo Soldiers byli Benjamin Grierson, Edward Hatch, Louis H. Carpenter (odznaczony Medalem Honoru), Nicholas M. Nolan i Henry Ossiah Flipper, który jako pierwszy Afroamerykanin ukończył Akademię Wojskową w West Point.

## Wojny Indian
Od 1866 do wczesnych lat 90. XIX wieku wszystkie te oddziały służyły w południowo-zachodnich Stanach i w rejonie Wielkich Równin, biorąc udział w walkach przeciwko Indianom. Uczestniczyli w większości działań wojennych na tych terenach, odznaczając się odwagą i bitnością. W czasie Wojen Indian 13 żołnierzy i 6 oficerów tych formacji otrzymało Medal of Honor. Oprócz czynnego udziału w walkach Buffalo Soldiers zajmowali się także innymi rzeczami, takimi jak prace inżynieryjne czy eskorta kurierów U.S. Mail. 17 kwietnia 1875 ich kwatery 9 i 10 regimentu zostały przeniesione do Fort Choncho w Teksasie. Część kompanii przybyła tam już w maju 1873 roku. Między 1873 a 1875 stacjonowały tam kompanie A-F, K i M 9 regimentu, kompanie A, D-G, I, L i M 10 regimentu, kompanie D-G i K 24 regimentu oraz kompanie G i K 25 regimentu.
W 1892 9 regiment kawalerii brał udział w Johnson County War. W hrabstwie Johnson w stanie Wyoming doszło do konfliktu między farmerami a dużymi posiadaczami ziemskimi, który przerodził się w walki zbrojne między farmerami a bandami wynajętymi przez posiadaczy. Prezydent Benjamin Harrison wysłał 6 regiment kawalerii z misją opanowania sytuacji w hrabstwie i schwytania bandy najemników. Szybko jednak 6 regiment zastąpiono 9, gdyż żołnierze 6 zamieszani byli w lokalne sprawy i nie potrafili zaprowadzić pokoju.
W ciągu dwóch tygodni do Wyoming przybyły oddziały Buffalo Soldiers z Nebraski, zakładając „Obóz Bettens”. Mimo wrogości miejscowej ludności, która wynikała między innymi z uprzedzeń rasowych, 9 regiment przebywał w Wyoming prawie rok, stabilizując napiętą sytuację. W walkach z miejscowymi zginął jeden żołnierz, a dwóch innych zostało rannych.

## 1898-1918
Opór większości plemion indiańskich wygasł w latach 90. XIX wieku. Buffalo Soldiers kontynuowali służbę w armii amerykańskiej biorąc udział w wojnie hiszpańsko-amerykańskiej (np. bitwa o wzgórze San Juan) na Kubie. W ciągu trwania tego konfliktu kolejnych pięciu żołnierzy odznaczonych zostało Medalem Honoru. Uczestniczyli również w konflikcie na Filipinach (wojna filipińsko-amerykańska) toczonym od 1899 do 1903, oraz w wyprawie do Meksyku z 1916. W 1918 10 regiment walczył w bitwie pod Ambos Nogales przeciwko siłom meksykańskim i niemieckim. Buffalo Soldiers wzięli również udział w ostatnich walkach przeciwko Indianom - bitwa w Dolinie Niedźwiedzia w południowej Arizonie, rozegrana w 1918 roku. W ciągu całych Wojen Indiańskich 23 Buffalo Soldiers odznaczonych zostało Medalem Honoru.

## Park Rangers
Kolejnym mało znanym faktem w historii Buffalo Soldiers jest ich służba jako Park Rangers, czyli strażników parków narodowych. 8 żołnierzy z 9 regimentu i jedna kompania 24 regimentu zajmowała się strzeżeniem parków narodowych w Kalifornii. W 1899 kompania H z 24 regimentu strzegła Parku Narodowego Yosemite, Parku Narodowego Sekwoi oraz Parku Narodowego Generała Granta (dziś Park Narodowy Kings Canyon).

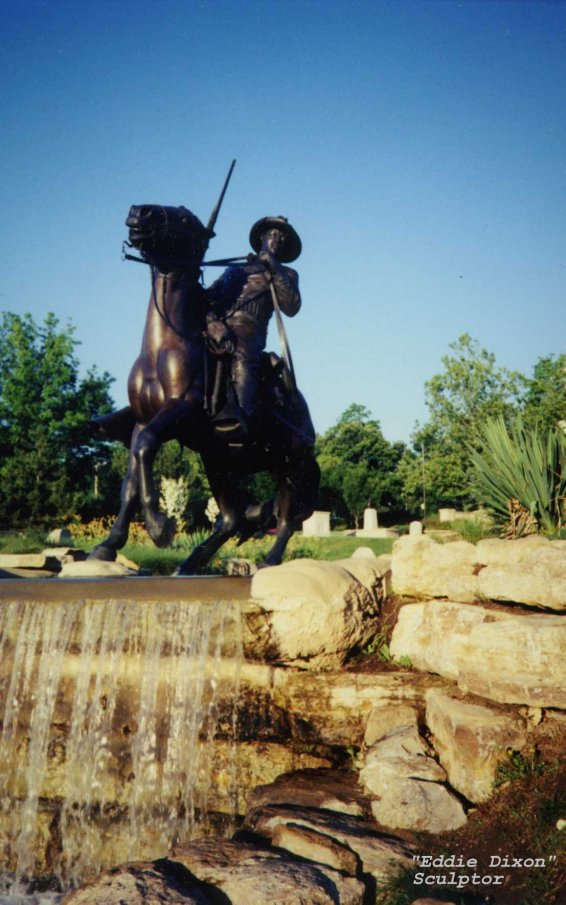
Pomnik Buffalo Soldiers w Fort Leavenworth

Oddziały armii amerykańskiej służyły w tych parkach już od 1891, ale do 1899 wszyscy żołnierze byli biali. W 1899, 1903 i 1904 oddziały złożone z Afroamerykanów strzegły Parków Yosemite i Sekwoi w miesiącach letnich. Nie byli oni jednak Park Rangers, gdyż National Park Service powstał dopiero w 1916, ale pełnili takie same funkcje jak współcześni Park Rangers.
Jeden z Buffalo Soldiers służący w 1903 w parkach narodowych szczególnie zapisał się w historii jako trzeci Afroamerykanin który ukończył Akademię Wojskową. Był to Kapitan Charles Young służący w 9 regimencie kawalerii. W chwili swojej śmierci był on najwyżej postawionym Afroamerykaninem w armii amerykańskiej.
W 1903 kawalerzyści z 9 regimentu służący w Parku Narodowym Sekwoi wzięli udział w budowie pierwszej drogi na Mount Whitney, najwyższy ze szczytów kontynentalnego USA. Pracowali również przy innych projektach w tym regionie.

## West Point
23 marca 1907 roku utworzono specjalne kursy oficerskie dla najlepszych czarnych podoficerów z regimentów kawaleryjskich. Projekt ten powstał już w 1897 roku, kiedy to planowano utworzyć „Szkołę Kawalerii i Lekkiej Artylerii” w Fort Riley w Kansas. Kadeci z West Point mieli tam uczyć się między innymi jazdy konnej, drylu i taktyki.

## Kwestia uprzedzeń
Buffalo Soldiers często padali ofiarą uprzedzeń rasowych, zarówno ze strony innych żołnierzy armii amerykańskiej, jak i cywili w rejonach, w których pełnili służbę. Dochodziło nawet do ataków na nich, jak miało to miejsce w czasie zamieszek na tle rasowym w Rio Grande (Teksas) w 1899, Brownsville (Teksas) w 1906 i Houston w 1917.
Uprzedzenia dotykały także tych białych żołnierzy, którzy okazywali sympatię Buffalo Soldiers. Generał armii John J. Pershing służył w 10 regimencie kawalerii od 1895 do 1897 i w czasie wojny hiszpańsko-amerykańskiej na Kubie. Cenił on Afroamerykańskich żołnierzy za waleczność, przez co inni biali oficerowie nazywali go „Nigger Jack”. W czasie I wojny światowej Pershing popierał politykę Wilsona oraz demokratów z południa, którzy głosili hasła segregacji, ale przy zachowaniu równego traktowania ras.

## I wojna światowa
Buffalo Soldiers nie weszli w skład American Expeditionary Force (AEF) wysłanych do Europy w czasie I wojny światowej. Mimo to część oficerów zostało przydzielonych do innych czarnych jednostek armii amerykańskiej, np. do 317 batalionu inżynieryjnego. Czarni z 92 i 93 dywizji piechoty byli pierwszymi żołnierzami amerykańskimi, którzy wzięli udział w walkach we Francji pod dowództwem miejscowych wojskowych. Większość regimentów 92 i 93 dywizji pozostawała we Francji przez całą I wojnę światową.

## II wojna światowa
Na początku XX wieku regimenty Buffalo Soldiers przestały być klasycznymi oddziałami bojowymi, przesunięto je do innych rodzajów służby wojskowej. W czasie II wojny światowej 9 i 10 regiment kawalerii zostały rozwiązane, a żołnierze przeniesieni do 2 Dywizji Kawalerii. 24 regiment piechoty brał udział w walkach na Pacyfiku. 92 dywizja piechoty, zwana także dywizją Buffalo, w skład której wchodzili dawni żołnierze tej formacji, brała udział w walkach we Włoszech. 93 dywizja piechoty, w skład w której wchodził 25 regiment, służyła na Pacyfiku.

## Wojna w Korei oraz integracja[11]
24 regiment piechoty w czasie wojny koreańskiej był ostatnim oddziałem, w którym oficjalnie panowała segregacja rasowa. W 1951 został rozwiązany, a jego żołnierzy przydzielono do innych jednostek na terenie Korei. Pod koniec 1951 ostatnie oddziały Buffalo Soldiers zostały rozwiązane, a ich żołnierzy wcielono do innych formacji.

## Kontrowersje
Dla wielu Afroamerykanów Buffalo Soldiers stanowią powód do dumy i dowód na wkład społeczności czarnych w służbę krajowi, tym niemniej jednak pojawiają się także głosy krytyki. Pochodzą one z różnych radykalnych czarnych środowisk, z których część uważa Buffalo Soldiers nie za bohaterów, ale za ofiary białych, którzy mieliby w ten sposób wykorzystywać czarnych do dbania o własne interesy przeciwko Indianom i innym krajom.